# Las horas del día
Las horas del día é um longa-metragem espanhol de 2003 dirigido por Jaime Rosales. 

## Elenco
- Alex Brendemühl… Abel
- Àgata Roca… Tere
- María Antonia Martínez… Madre
- Pape Monsoriu… Trini
- Vicente Romero… Marcos
- Irene Belza… Carmen
- Anna Sahun… María
- Isabel Rocatti… Taxista
- Armando Aguirre… Señor mayo